# ナコーンサワンFC
ナコーンサワンFC（タイ語: สโมสรฟุตบอลจังหวัดนครสวรรค์, 英語: Nakhon Sawan Football Club）は、タイ王国のナコーンサワン県をホームタウンとするサッカークラブ。

## 歴史
2001年と2003年にプロヴィンシャル・リーグ（プロ・リーグ）で優勝した。2007年にプロ・リーグがタイ・プレミアリーグに吸収されると、タイ・ディヴィジョン1リーグ（2部）に加入した。
2008年は降格圏の15位に終わったが、ディヴィジョン1への降格が決まっていたバンコク・バンクFCがリーグから撤退したため、降格圏の4チームによる残留プレーオフが行われた。ナコーンサワンFCは初戦でピッサヌロークFCに勝利したが、タイ・ホンダFCに敗れて2位に終わった。しかし、ディヴィジョン1への昇格が決まっていたArmy Welfare Departmentもリーグから撤退したため、2位のナコーンサワンFCもディヴィジョン1への残留が決まった。
2009年はディヴィジョン1で最下位に終わり、リージョナルリーグ・ディヴィジョン2（3部）に降格した。ディヴィジョン2では北部リーグに加入。

## タイトル

### 国内タイトル
- プロヴィンシャル・リーグ (2) : 2001, 2003

## 過去の成績
- 1999-2000 プロヴィンシャル・リーグ : 不明
- 2001 プロヴィンシャル・リーグ : 優勝
- 2002 プロヴィンシャル・リーグ : 3位
- 2003 プロヴィンシャル・リーグ : 優勝
- 2004 プロヴィンシャル・リーグ : 不明
- 2005 プロヴィンシャル・リーグ : 不明
- 2006 プロヴィンシャル・リーグ : 不明
- 2007 タイ・ディヴィジョン1リーグ : グループB 7位
- 2008 タイ・ディヴィジョン1リーグ : 15位
- 2009 タイ・ディヴィジョン1リーグ : 16位 (降格)
- 2010 リージョナルリーグ・ディヴィジョン2 北部 : 6位
- 2011 リージョナルリーグ・ディヴィジョン2 北部 : 5位
- 2012 リージョナルリーグ・ディヴィジョン2 北部 : 4位
- 2013 リージョナルリーグ・ディヴィジョン2 北部 : 6位